# Keller (Texas)
Keller város az USA Texas államában, Tarrant megyében. Lakosainak száma 45 776 fő (2020. április 1.).

## Népesség
A település népességének változása:

| 2010 | 39 627 |
| 2020 | 45 776 |